# Monticello (Minnesota)
Monticello é uma cidade localizada no estado americano de Minnesota, no Condado de Wright.

## Demografia
Segundo o censo americano de 2000, a sua população era de 7868 habitantes.
Em 2006, foi estimada uma população de 11.414, um aumento de 3546 (45.1%).

## Geografia
De acordo com o United States Census Bureau tem uma área de
16,1 km², dos quais 16,1 km² cobertos por terra e 0,0 km² cobertos por água. Monticello localiza-se a aproximadamente 282 m acima do nível do mar.

## Localidades na vizinhança
O diagrama seguinte representa as localidades num raio de 16 km ao redor de Monticello.